# Чагарниця темноброва
Чагарни́ця темноброва (Trochalopteron lineatum) — вид горобцеподібних птахів родини Leiothrichidae. Мешкає в Гімалаях і горах Центральної Азії.

## Опис
Довжина птаха становить 18-20 см. Забарвлення сіро-коричневе, спина жовтувато-оливкова. Верхня частина тіла поцяткована темними смужками. На скронях рудуваті плями, над очима темні «брови». Крила і хвіст каштанові. Кінчик хвоста сірий.

## Підвиди
Виділяють п'ять підвидів:
- T. l. bilkevitchi Zarudny, 1910 — південний Таджикистан, Афганістан і західний Пакистан;
- T. l. schachdarense (Stepanyan, 1998) — від південно-східного Узбекистану до південно-східного Таджикистану;
- T. l. gilgit (Hartert, E, 1909) — північно-східний Афганістан і північний Пакистан (Гілгіт-Балтистан);
- T. l. lineatum (Vigors, 1831) — північно-західні Гімалаї (від центрального Кашміру до північно-західного Уттар-Прадешу і південно-західного Тибету;
- T. l. setafer (Hodgson, 1836) — центральні Гімалаї від Непалу до Сіккіму і Західного Бенгалу.

Бутанська чагарниця раніше вважалася підвидом темнобрової чагарниці.

## Поширення і екологія
Темноброві чагарниці живуть у вічнозелених гірських лісах, високогірних чагарникових заростях і в садах. Зустрічаються на висоті від 1400 до 3905 м над рівнем моря. Живляться переважно комахами, насінням і ягодами. Сезон розмноження триває з березня по жовтень. За сезон може вилупитися кілька виводків. В кладці 3-4 блакитнувато-зелених яйця.

## Галерея

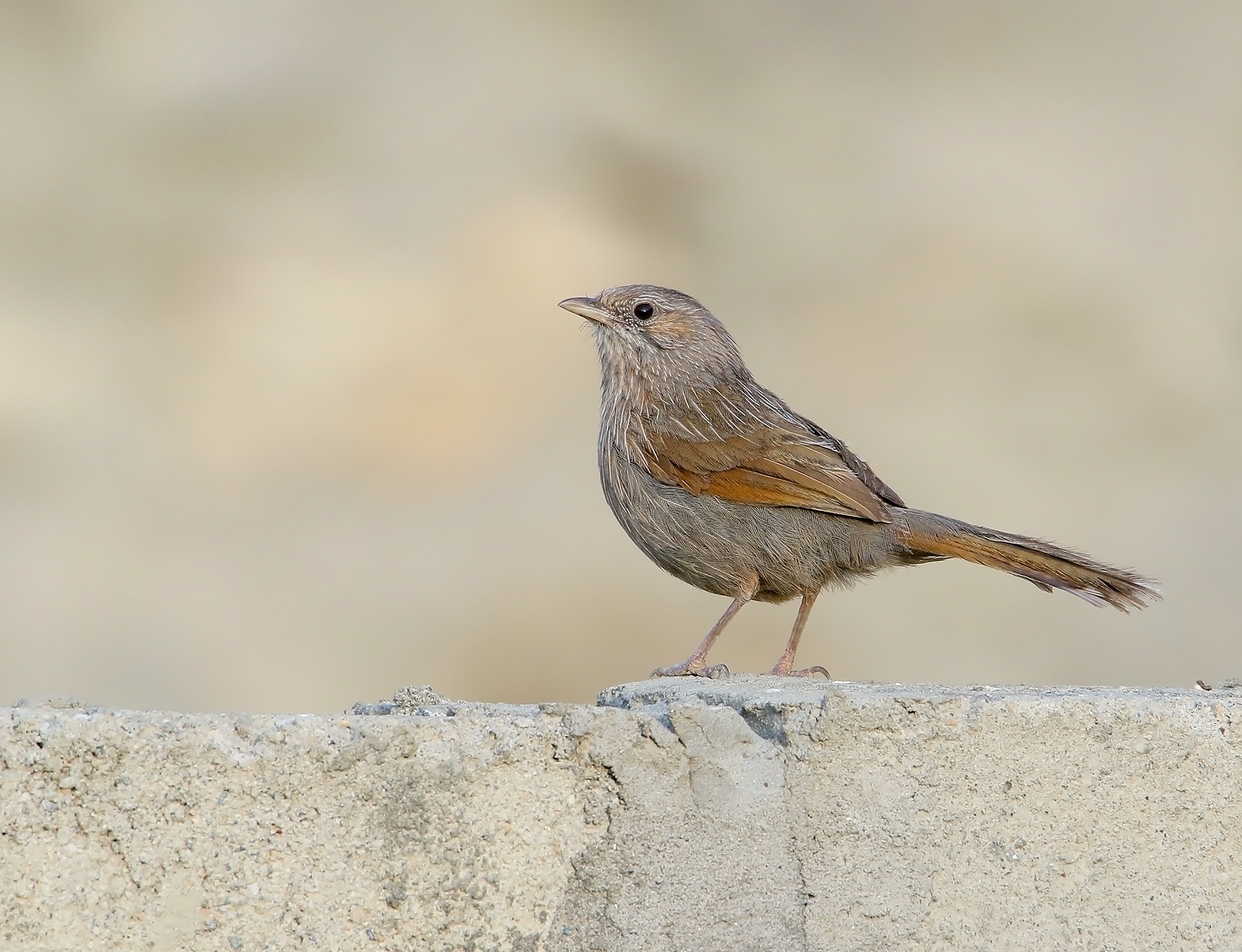
Темноброва чагарниця (Пакистан)
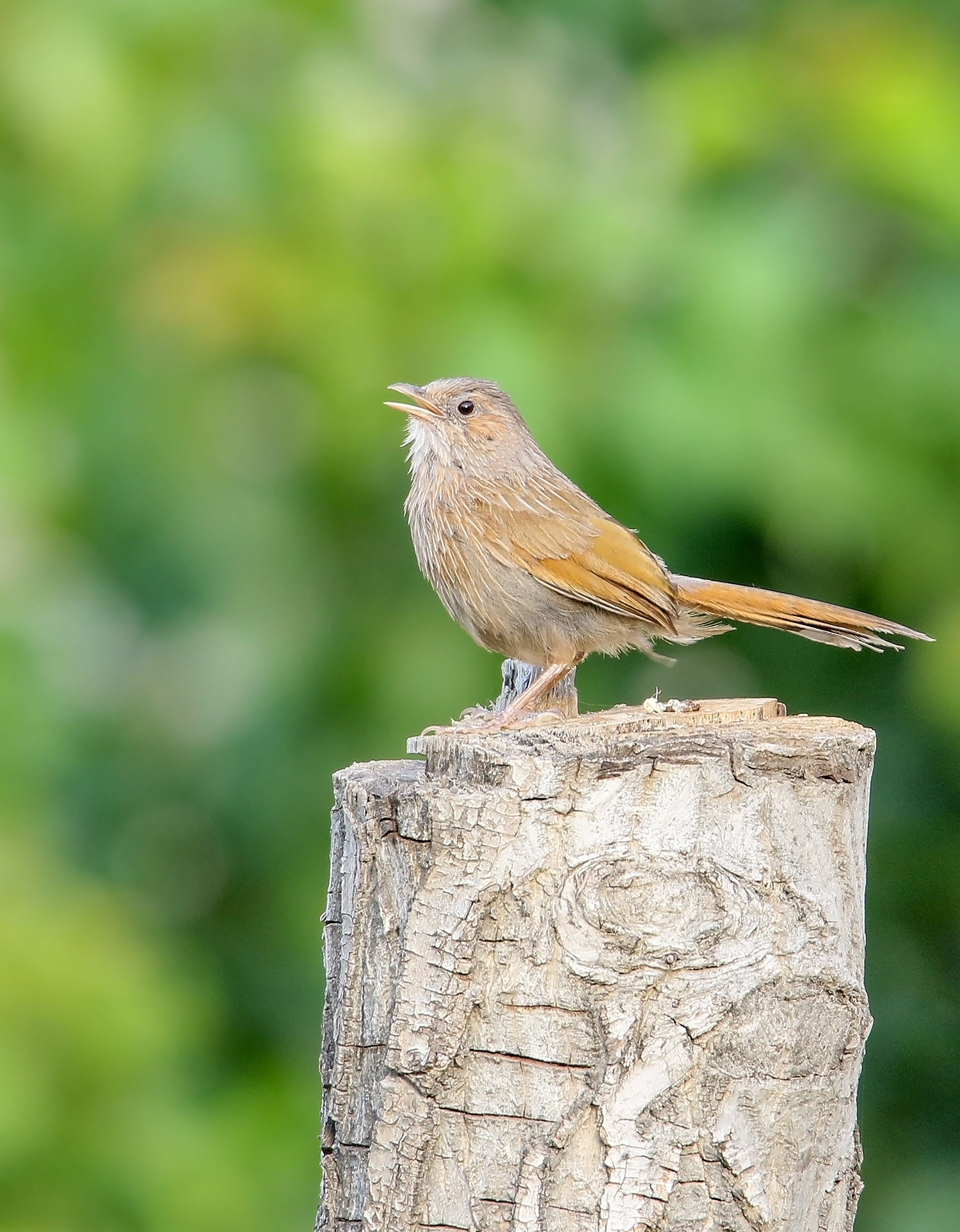
Темноброва чагарниця (Пакистан)
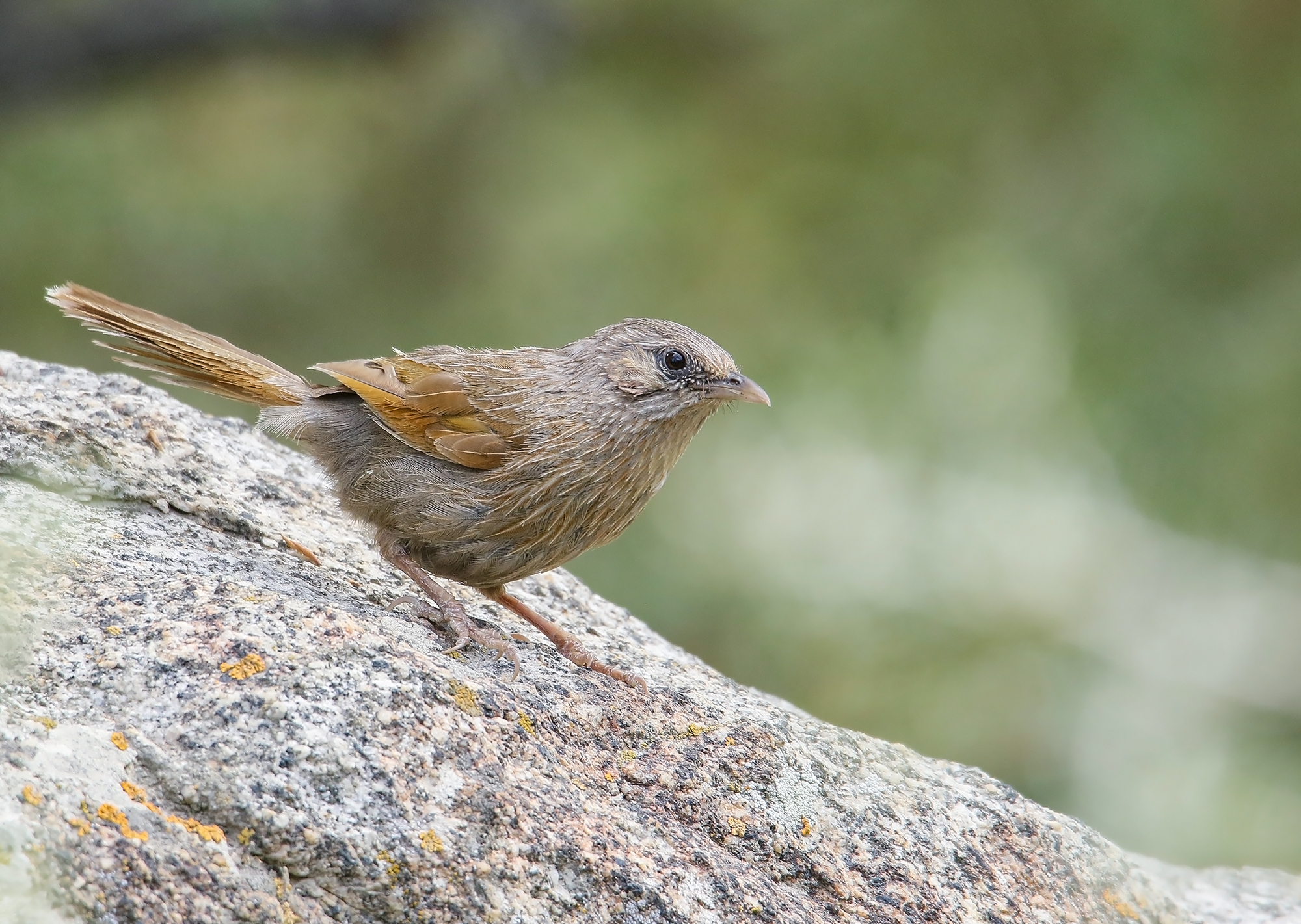
Темноброва чагарниця (Пакистан)
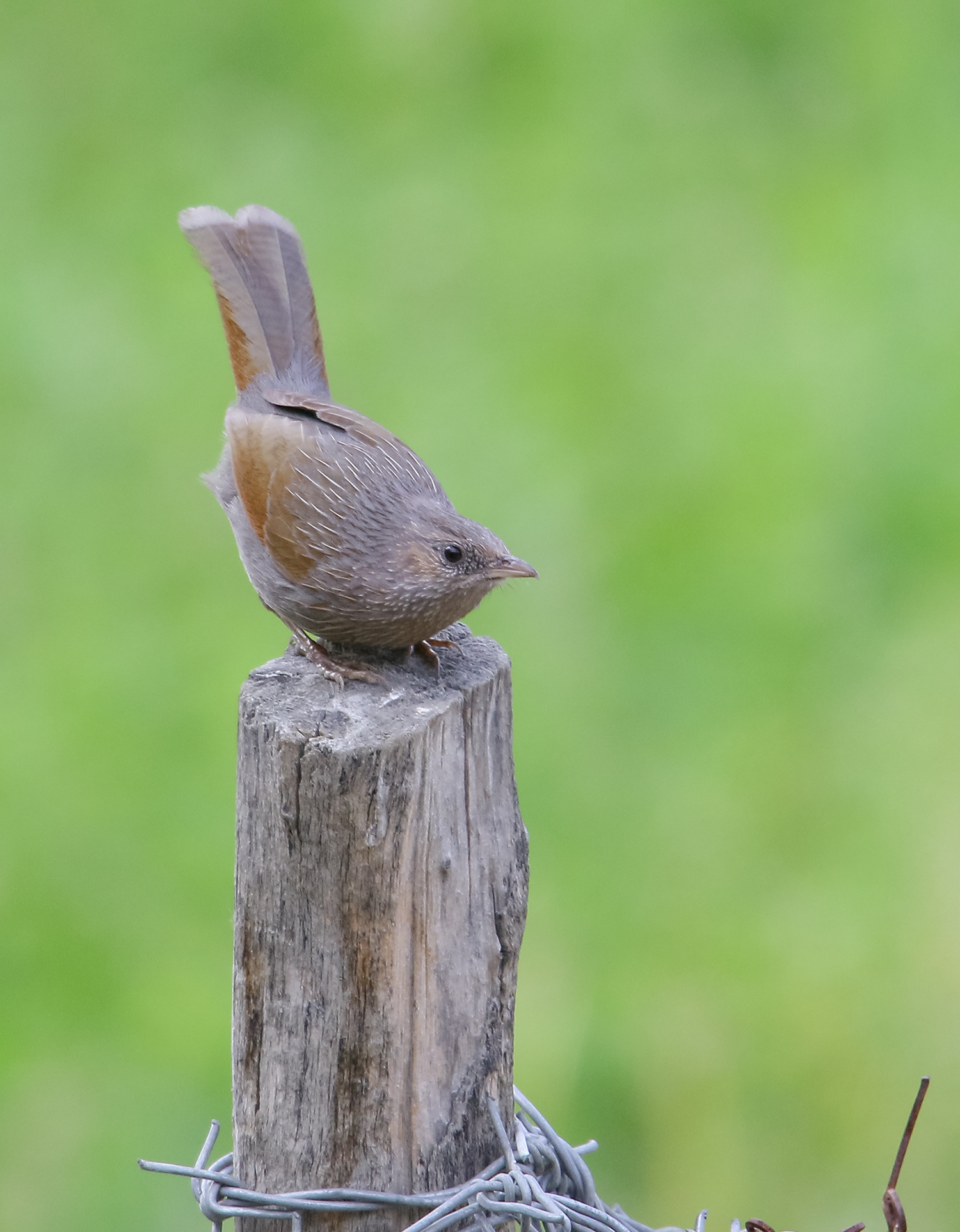
Темноброва чагарниця (Хунза, Гілгіт-Балтистан, Пакистан)
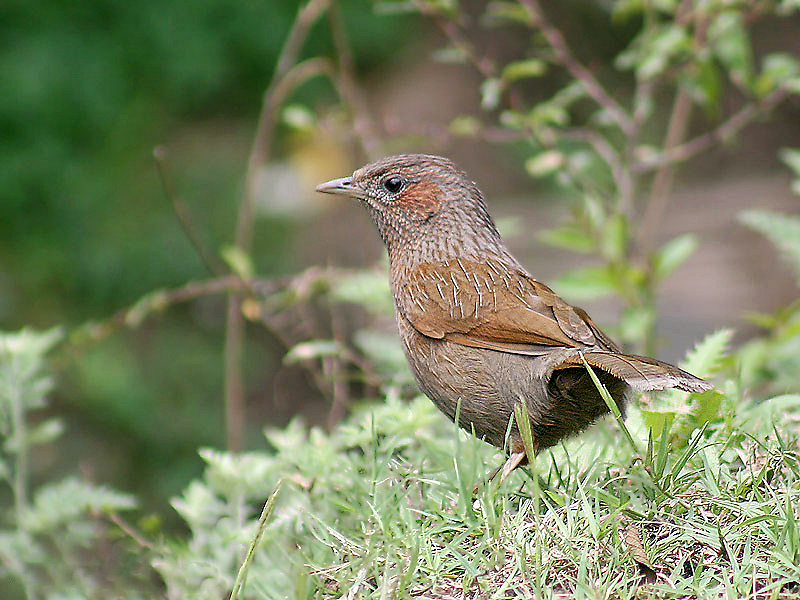
Темноброва чагарниця (Гімачал-Прадеш, Індія)